# Дни на изкушение
„Дни на изкушение“ (на македонска литературна норма: „Денови на искушение“) е черно-бял филм от Северна Македония от 1965 година, исторически на режисьора Бранко Гапо по сценарий на Бранко Гапо, Димитър Солев, Гане Тодоровски.
Филмът е екранизация на едноименната пиеса по романа „Чернила“ на Коле Чашуле. Главните роли се изпълняват от Янез Върховец (Гьорче Петров), Димитър Гешоски (Иванов), Петър Пърличко (Фезлиев), Предраг Черамилац (Орце), Рада Джуричин (Неда), Божидарка Фрайт (Дафина), Йон Исая (Христов), Душан Яничиевич (Слепец), Кирил Кьортошев (Кръсто), Дарко Дамевски (Методи), Воя Мирич (Иван) и Илия Джувалековски (Луков). Филмът печели наградара „11 ноември“ в 1966 година за операторско майсторство.

## Сюжет
Действието на филма се развива в България след Първата световна война и се върти около личността на Гьорче Петров. Той е сред най-изявените представители на лявото крило след македонската емиграция в България, което е повод за Тодор Александров, лидер на ВМРО, да поръча убийството му. То е извършено от младеж, който не познава жертвата, а след това самият той е убит, за да не разкрие тайната около убийството.